# بافو بييلا
بافو بييلا (بالإنجليزية: Bafo Biyela)‏ (11 يناير 1981 في جنوب أفريقيا - 17 سبتمبر 2012) هو لاعب كرة قدم جنوب أفريقي في مركز الوسط. شارك مع منتخب جنوب أفريقيا لكرة القدم. أما مع النوادي، فقد لعب مع نادي مبومالانجا بلاك أسأت ولمونتفيل غولدن أروز ‏ وتاندا رويال زولو ‏ ونادي أمازولو.

## روابط خارجية
- بافو بييلا على موقع قاعدة بيانات كرة القدم.إي يو (الإنجليزية)
- بافو بييلا على موقع ناشيونال فوتبول تيمز (الإنجليزية)